# جاريث ديفيد-ليولد
جاريث ديفيد-ليولد (بالإنجليزية: Gareth David-Lloyd) هو ممثل بريطاني، ولد في 28 مارس 1981 في المملكة المتحدة.

## وصلات خارجية
- جاريث ديفيد-ليولد على موقع IMDb (الإنجليزية)
- جاريث ديفيد-ليولد على موقع ألو سيني (الفرنسية)
- جاريث ديفيد-ليولد على موقع ميوزك برينز (الإنجليزية)
- جاريث ديفيد-ليولد على موقع أول موفي (الإنجليزية)
- جاريث ديفيد-ليولد على موقع إن إن دي بي (الإنجليزية)
- جاريث ديفيد-ليولد على موقع قاعدة بيانات الفيلم (الإنجليزية)
- جاريث ديفيد-ليولد على موقع كينوبويسك (الروسية)